# Daum se casa con su autómata pedante "George" en mayo de 1920
Daum se casa con su autómata pedante "George" en mayo de 1920. John Heartfield está muy contento por ello. es una pintura creada mediante la combinación de lápiz, pluma, pincel y tinta, acuarela y collage, por el artista alemán George Grosz, en 1920. La pintura tiene el título original en inglés. Se exhibe en el Landesmuseum für Moderne Kunst de Berlín, en la Berlinische Galerie.

## Historia y descripción
Grosz se casó con Eva Peters el 22 de mayo de 1920. Esta pintura refleja su tendencia artística dadaísta de la época y es una versión irónica de su reciente matrimonio. Su esposa había sido apodada por él como Maud, y el título Daum es un anagrama obvio de ese nombre. La escena muestra un fondo urbano irreal que parece inspirado en la obra de Giorgio de Chirico. Su esposa está casi desnuda, aunque todavía con su sombrero, pareciendo renuente cerca de su pequeño esposo, Grosz, quien aparece en una forma mitad humana, mitad máquina, como un robot o un autómata, nada interesado en sus encantos. Esta es una referencia al concepto dadaísta del artista como una especie de máquina. La antítesis se refuerza por el uso de técnicas diferentes: las formas suaves y redondeadas de la mujer se plasman a la manera tradicional, con tinta y acuarela, mientras el hombre ha sido hecho en collage con recortes de ilustraciones de revistas y periódicos. El título también menciona irónicamente al amigo y colega dadaísta John Heartfield.
El concepto de la pintura fue explicado por el editor de Grosz, Werner Herzfeld, quien dijo que el matrimonio "se produce entre la novia y el novio como una sombra, dado que, en el mismo momento en que a la esposa se le permite dar a conocer su deseo secreto y revelar su cuerpo, su esposo recurre a otros problemas aritméticos sobriamente pedantes. . ." 